# Project for Democratic Union
Das Project for Democratic Union (PDU) ist eine europäische Denkfabrik in München, die eine vollständige politische Integration der Eurozone befürwortet.

## Ziele
Die Denkfabrik verfolgt das Ziel einer vollständigen politischen Vereinigung der Eurozone auf anglo-amerikanischer Verfassungsgrundlage. Alle Mitarbeiter sind Freiwillige mit unterschiedlicher Herkunft und beruflichen Hintergrund. Die Hauptzielgruppe der Organisation sind Studenten, junge Akademiker und junge Berufstätige.

## Geschichte
PDU wurde im Januar 2013 in München gegründet. Hauptsächlich Studenten und junge Akademiker engagieren sich in dieser Organisation, die neben München auch in London eine Basis hat. Ihr 1. Vorsitzender und Mitbegründer ist Brendan Simms, Professor der Geschichte der Internationalen Beziehungen an der Universität Cambridge. Die Organisation hat ihren Ursprung in der Ludwig-Maximilians-Universität München und arbeitet zurzeit in München und London.

## Statement of Principles
Die PDU hat ihre Ziele im so genannten "Statement of Principles" konkretisiert. Sie befassen sich mit allen grundlegenden Fragen, die bei einer Föderalisierung der Eurozone gelöst werden müssen.